# Delray Beach Open
Delray Beach Open är en tennisturnering som spelas årligen i Delray Beach, Florida, USA. Turneringen startade 1993 och spelas utomhus på hardcourt, den ingår i kategorin 250 Series på ATP-touren.
Turneringen hade tidigare namnet Delray Beach International Tennis Championships (ITC) innan den bytte till det nuvarande namnet 2014.

## Resultat

### Singel
| Plats         | År                | Mästare               | Finalist               | Resultat                |
| ------------- | ----------------- | --------------------- | ---------------------- | ----------------------- |
| Delray Beach  | 2023              | Taylor Fritz          | Miomir Kecmanović      | 6–0, 5–7, 6–2           |
| Delray Beach  | 2022              | Cameron Norrie        | Reilly Opelka          | 7–6(7–1), 7–6(7–4)      |
| Delray Beach  | 2021              | Hubert Hurkacz        | Sebastian Korda        | 6–3, 6–3                |
| Delray Beach  | 2020              | Reilly Opelka         | Yoshihito Nishioka     | 7–5, 6–7(4–7), 6–2      |
| Delray Beach  | 2019              | Radu Albot            | Dan Evans              | 3–6, 6–3, 7–6(9–7)      |
| Delray Beach  | 2018              | Frances Tiafoe        | Peter Gojowczyk        | 6–1, 6–4                |
| Delray Beach  | 2017              | Jack Sock             | Milos Raonic           | Walkover                |
| Delray Beach  | 2016              | Sam Querrey           | Rajeev Ram             | 6–4, 7–6(8–6)           |
| Delray Beach  | 2015              | Ivo Karlović          | Donald Young           | 6–3, 6–3                |
| Delray Beach  | 2014              | Marin Čilić           | Kevin Anderson         | 7–6(8–6), 6–7(7–9), 6–4 |
| Delray Beach  | 2013              | Ernests Gulbis        | Édouard Roger-Vasselin | 7–6(7–3), 6–3           |
| Delray Beach  | 2012              | Kevin Anderson        | Marinko Matosevic      | 6–4, 7–6(7–2)           |
| Delray Beach  | 2011              | Juan Martín del Potro | Janko Tipsarević       | 6–4, 6–4                |
| Delray Beach  | 2010              | Ernests Gulbis        | Ivo Karlović           | 6–2, 6–3                |
| Delray Beach  | 2009              | Mardy Fish            | Evgeny Korolev         | 7–5, 6–3                |
| Delray Beach  | 2008              | Kei Nishikori         | James Blake            | 3–6, 6–1, 6–4           |
| Delray Beach  | 2007              | Xavier Malisse        | James Blake            | 5–7, 6–4, 6–4           |
| Delray Beach  | 2006              | Tommy Haas            | Xavier Malisse         | 6–3, 3–6, 7–6(7–5)      |
| Delray Beach  | 2005              | Xavier Malisse        | Jiří Novák             | 7–6(8–6), 6–2           |
| Delray Beach  | 2004              | Ricardo Mello         | Vincent Spadea         | 7–6(7–2), 6–3           |
| Delray Beach  | 2003              | Jan-Michael Gambill   | Mardy Fish             | 6–0, 7–6(7–5)           |
| Delray Beach  | 2002              | Davide Sanguinetti    | Andy Roddick           | 6–4, 4–6, 6–4           |
| Delray Beach  | 2001              | Jan-Michael Gambill   | Xavier Malisse         | 7–5, 6–4                |
| Delray Beach  | 2000              | Stefan Koubek         | Alex Calatrava         | 6–1, 4–6, 6–4           |
| Delray Beach  | 1999              | Lleyton Hewitt        | Xavier Malisse         | 6–4, 6–7(2–7), 6–1      |
| Coral Springs |                   |                       |                        |                         |
| 1998          | Andrew Ilie       | Davide Sanguinetti    | 7–5, 6–4               |                         |
| 1997          | Jason Stoltenberg | Jonas Björkman        | 6–0, 2–6, 7–5          |                         |
| 1996          | Jason Stoltenberg | Chris Woodruff        | 7–6(4), 2–6, 7–5       |                         |
| 1995          | Todd Woodbridge   | Greg Rusedski         | 6–4, 6–2               |                         |
| 1994          | Luiz Mattar       | Jamie Morgan          | 6–4, 3–6, 6–3          |                         |
| 1993          | Todd Martin       | David Wheaton         | 6–3, 6–4               |                         |

### Dubbel
| Plats         | År   | Mästare                                   | Finalister                                | Resultat                   |
| ------------- | ---- | ----------------------------------------- | ----------------------------------------- | -------------------------- |
| Delray Beach  | 2023 | Marcelo Arévalo (2) Jean-Julien Rojer (2) | Rinky Hijikata Reese Stalder              | 6–3, 6–4                   |
| Delray Beach  | 2022 | Marcelo Arévalo Jean-Julien Rojer         | Aleksandr Nedovyesov Aisam-ul-Haq Qureshi | 6–2, 6–7(5–7), [10–4]      |
| Delray Beach  | 2021 | Ariel Behar Gonzalo Escobar               | Christian Harrison Ryan Harrison          | 6–7(5–7), 7–6(7–4), [10–4] |
| Delray Beach  | 2020 | Bob Bryan Mike Bryan                      | Luke Bambridge Ben McLachlan              | 3–6, 7–5, [10–5]           |
| Delray Beach  | 2019 | Bob Bryan Mike Bryan                      | Ken Skupski Neal Skupski                  | 7–6(7–5), 6–4              |
| Delray Beach  | 2018 | Jack Sock Jackson Withrow                 | Nicholas Monroe John-Patrick Smith        | 4–6, 6–4, [10–8]           |
| Delray Beach  | 2017 | Raven Klaasen Rajeev Ram                  | Treat Huey Max Mirnyi                     | 7–5, 7–5                   |
| Delray Beach  | 2016 | Oliver Marach Fabrice Martin              | Bob Bryan Mike Bryan                      | 3–6, 7–6(9–7), [13–11]     |
| Delray Beach  | 2015 | Bob Bryan Mike Bryan                      | Raven Klaasen Leander Paes                | 6–3, 3–6, [10–6]           |
| Delray Beach  | 2014 | Bob Bryan Mike Bryan                      | František Čermák Mikhail Elgin            | 6-2, 6-3                   |
| Delray Beach  | 2013 | James Blake Jack Sock                     | Horia Tecău Max Mirnyi                    | 6-4, 6-4                   |
| Delray Beach  | 2012 | Colin Fleming Ross Hutchins               | Michal Mertiňák André Sá                  | 2–6, 7–6(7–5), [15–13]     |
| Delray Beach  | 2011 | Scott Lipsky Rajeev Ram                   | Christopher Kas Alexander Peya            | 4–6, 6–4, [10–3]           |
| Delray Beach  | 2010 | Bob Bryan Mike Bryan                      | Philipp Marx Igor Zelenay                 | 6–3, 7–6(7–3)              |
| Delray Beach  | 2009 | Bob Bryan Mike Bryan                      | Marcelo Melo André Sá                     | 6–4, 6–4                   |
| Delray Beach  | 2008 | Max Mirnyi Jamie Murray                   | Bob Bryan Mike Bryan                      | 6–4, 3–6, [10–6]           |
| Delray Beach  | 2007 | Xavier Malisse Hugo Armando               | James Auckland Stephen Huss               | 6–3, 6–7(4–7), [10–5]      |
| Delray Beach  | 2006 | Mark Knowles Daniel Nestor                | Chris Haggard Wesley Moodie               | 6–2, 6–3                   |
| Delray Beach  | 2005 | Simon Aspelin Todd Perry                  | Jordan Kerr Jim Thomas                    | 6–3, 6–3                   |
| Delray Beach  | 2004 | Leander Paes Radek Štěpánek               | Gastón Etlis Martín Rodríguez             | 6–0, 6–3                   |
| Delray Beach  | 2003 | Leander Paes Nenad Zimonjić               | Raemon Sluiter Martin Verkerk             | 7–5, 3–6, 7–5              |
| Delray Beach  | 2002 | Martin Damm Cyril Suk                     | David Adams Ben Ellwood                   | 6–4, 6–7(5–7), [10–5]      |
| Delray Beach  | 2001 | Jan-Michael Gambill Andy Roddick          | Thomas Shimada Myles Wakefield            | 6–3, 6–4                   |
| Delray Beach  | 2000 | Brian MacPhie Nenad Zimonjić              | Joshua Eagle Andrew Florent               | 7–5, 6–4                   |
| Delray Beach  | 1999 | Max Mirnyi Nenad Zimonjić                 | Doug Flach Brian MacPhie                  | 7–6(7–3), 3–6, 6–3         |
| Coral Springs | 1998 | Grant Stafford Kevin Ullyett              | Mark Merklein Vince Spadea                | 7–5, 6–4                   |
| Coral Springs | 1997 | Dave Randall Greg Van Emburgh             | Luke Jensen Murphy Jensen                 | 6–7, 6–2, 7–6              |
| Coral Springs | 1996 | Todd Woodbridge Mark Woodforde            | Ivan Baron Brett Hansen-Dent              | 6–3, 6–3                   |
| Coral Springs | 1995 | Todd Woodbridge Mark Woodforde            | Sergio Casal Emilio Sánchez               | 6–3, 6–1                   |
| Coral Springs | 1994 | Lan Bale Brett Steven                     | Ken Flach Stephane Simian                 | 6–3, 7–5                   |
| Coral Springs | 1993 | Patrick McEnroe Jonathan Stark            | Paul Annacone Doug Flach                  | 6–4, 6–3                   |